# Sardent
Sardent ist eine Gemeinde im Zentralmassiv in Frankreich. Sie gehört zur Region Nouvelle-Aquitaine, zum Département Creuse, zum Arrondissement Guéret und zum Kanton Ahun. Die Bewohner nennen sich Sardentais oder Sardentaises.

## Geografie
Die Gemeinde wird vom Fluss Gartempe tangiert. Die Départementsstraße D940 verbindet Sardent mit Guéret und Pontarion. Zur Gemeindegemarkung gehören mehrere kleine Seen und die Weiler La Chaise, Chassoule, Coeurgne, La Crouzetière, La Fay au Bost, La Feyte, Le Grand Chiroux, Marque, Le Marsriche, Mathubert, Le Mont de Sardent, Nouallet, Rebeyrolle, La Ronze, La Vergne, Villechadaux und Villejaleix. Die angrenzenden Gemeinden sind Saint-Éloi, Saint-Christophe und Savennes im Norden, Peyrabout im Nordosten, Maisonnisses und La Chapelle-Saint-Martial im Osten, Saint-Hilaire-le-Château, Pontarion und Thauron im Süden sowie Janaillat im Westen.

## Bevölkerungsentwicklung
| Jahr      | 1962 | 1968 | 1975 | 1982 | 1990 | 1999 | 2006 | 2012 | 2018 |
| --------- | ---- | ---- | ---- | ---- | ---- | ---- | ---- | ---- | ---- |
| Einwohner | 1119 | 1085 | 1047 | 944  | 845  | 801  | 838  | 771  | 779  |

## Sehenswürdigkeiten
- Kirche Saint-Martin, erbaut im 13. Jahrhundert

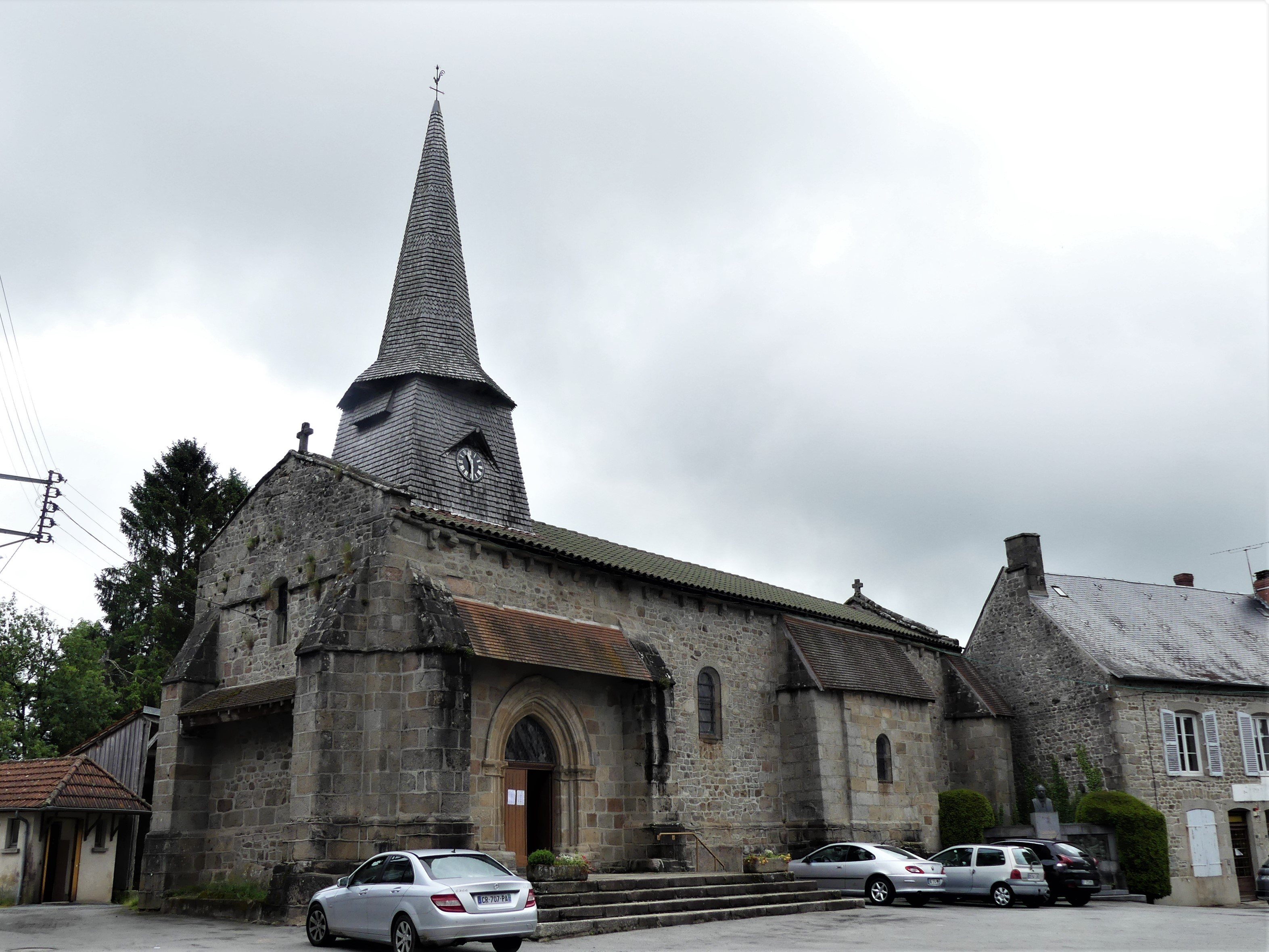
Kirche St. Martin

- Kapelle aus dem Jahr 1870

## Persönlichkeiten
- Claude Chabrol (1930–2010), Filmregisseur, Drehbuchautor, Filmproduzent und Schauspieler; er verbrachte einen Großteil seiner Jugend im Ort und drehte 1958 sein Erstlingswerk Die Enttäuschten in Sardent.